# Rosice
Rosice (in tedesco Rossitz) è una città ceca situata nel distretto di Brno-venkov, in Moravia Meridionale.

## Gemellaggi
- Lainate, dal 2004
- Strenči, dal 2004
- Rimóc, dal 2014